# Стоян Михайлов
Стоян Михайлов Мирчев е български социолог и политик от Българската комунистическа партия. Близък сътрудник на професор Живко Ошавков от 1956 година до смъртта му. Той е съосновател и сред ръководителите на Института по социология на Българската академия на науките. От 1976 до 1988 г. е член на ЦК на БКП. Част е от групата, инициирала т.нар. Възродителен процес, а в началото на 1985 г. участва в специална временна комисия от висши функционери, която координира неговото реализиране.

## Биография
Роден е на 6 октомври 1930 година в Скравена. Завършва философия в Софийския държавен университет през 1952 г. Става асистент по диалектически и исторически материализъм във Висшия икономически институт „Карл Маркс“. От 1956 година е младши научен сътрудник в Института по философия на БАН. Между 1959 и 1962 г. е научен секретар на БАН.
Член е на Българската комунистическа партия от 1958 година.
Защитава докторска дисертация по философия през 1960 година. Работи в Института по социология от основаването му през 1968 г. като завеждащ катедра „Обща социология“ по-късно и директор. Получава званията старши научен сътрудник през 1965 година и доктор по социология през 1973 г. Между 1967 и 1969 г. е инструктор при ЦК на БКП. От 1968 до 1976 година е помощник-директор на Института по социология при БАН.
Професор е в БАН от 1970 година, професор и дългогодишен преподавател в Софийския университет от 1971 г. Член-кореспондент на БАН от 1984 г.
Главен секретар е на Българския организационен комитет за VII конгрес на Международната социологическа асоциация във Варна през 1970 година От 1973 година завежда отдел „Пропаганда и агитация“ при ЦК на БКП.
През 1973 година започва работа в ЦК на БКП като завеждащ отдел От 1978 до 1988 година е секретар на ЦК на БКП, отстранен е заради критични изказвания.
Главен редактор е на списание „Социологически проблеми“ от 1972 година.
След свалянето на Тодор Живков за кратко става вицепремиер на Георги Атанасов през 1989 година. Депутат е в Седмото велико народно събрание. 
През 1992 година е обвинен от главния прокурор Иван Татарчев, но обвинението е снето през 2000 година.
Умира на 23 октомври 2020 година в София.

## Отличия
Носител е на ордените „Георги Димитров“ и „13 века България“.

## Семейство
Баща е на социолога и преподавател в УНСС Михаил Мирчев и политоложката и преподавател в ЮЗУ Петя Пачкова.